# Округ Баундари (Ајдахо)
Баундари (енгл. Boundary County) је округ у америчкој савезној држави Ајдахо.

## Демографија
По попису из 2010. године број становника је 10.972, што је 1.101 (11,2%) становника више него 2000. године.
| Група             | 2000.         | 2010.          |
| Белци             | 9.198 (93,2%) | 10.110 (92,1%) |
| Афроамериканци    | 16 (0,2%)     | 29 (0,3%)      |
| Азијати           | 57 (0,6%)     | 62 (0,6%)      |
| Хиспаноамериканци | 335 (3,4%)    | 402 (3,7%)     |
| Укупно            | 9.871         | 10.972         |